# Satkula
Satkula (německy Satkula (na horním toku někdy též úředně Kleinhänchener Wasser), hornosrbsky Satkula) je potok, pravý přítok Klášterní vody v Sasku. Její povodí patří k jádru současného lužickosrbského osídlení v Horní lužici, okrese Budyšín. Spolu s Klášterní vodou
a Sprévou patří k národním tokům Lužických Srbů.

## Průběh toku
Potok pramení přibližně ve výšce 208 m n. m. jen na malé vyvýšenině v krajině, mezi zastavěným územím Malého Wosyku (Kleinhänchen) a Horniho Wujezdu (Uhyst am Taucher), kde je dnes křižovatka 88a dálnice A4. Druhý pramen je v malém lesíku jihovýchodně od vesnice Panecy (Pannewitz). Zleva přibírá vody několika menších pramenů a struh.
Teče dále na severovýchod a levým břehem míjí Lejno (Lehndorf), teče volnou krajinou na severovýchod, obtéká charakterní ostroh hradiště (Alte Chance), stáčí se na severozápad a protéká Chrosćicemi (Crostwitz).
Ústí v nadmořské výšce 153 m n. m. 200 metrů za Kozarcy (Caseritz) na ploše Wulke łuki (Große Wiese) do říčky Klášterní voda .

## Souvislosti
Tok říčky a její povodí spojuje sedm důležitých obcí a osad lužickorsbského národa a má pro jeho kulturu a dějiny velký symbolický význam. Řada významných literátů přiřkla tomuto nepatrnému toku silné citové vazby a reflexe |Lužických Srbů.
Proto talké je přirozeně jméno říčky v názvem důležitého pořadu německého rozhlasu pro mládež Radio Satkula v lužické srbštině.
Hned v srdci našeho kontinentu - nebo i světa, jak mnozí v skrytu duše sebeklamem věří - prýští Satkula, říčka, co sedm vesnic protká, než trefí řeku, co ji pohltí. Atlasy jistě znají moře, říčku už ne, leč bylo by to jiné moře, když nevzalo by vodu ze Satkuly.
Jurij Brězan: Krabat (výňatek o Satkule)